# Titelmusik
Eine Titelmusik – untergeordnet Titelmelodie und Titellied oder Titelsong – ist eine Musik, die eine Hörfunk- oder Fernsehsendung einleitet oder, in Abwandlungen, auch in mehreren Kinofilmen Verwendung findet. Bei Wortsendungen im Hörfunk sind in Österreich die Begriffe Signation und Kennmelodie gebräuchlich.
Titelsong nennt man zudem ein Lied, das den gleichen Namen hat wie das Musikalbum, auf dem es erscheint.

## Verwendung
Die Melodie im Vorspann einer Fernsehserie, Fernsehsendung oder Zeichentrickserie wird vom Komponisten auf möglichst großen Erkennungswert hin komponiert und kann sich tatsächlich – bei Erfolg der jeweiligen Serie – zu einem regelrechten Gassenhauer oder Chart-Hit entwickeln (beispielsweise die Titelmusik Die Biene Maja). Ebenso ähnlich stereotype Kennmelodien mit hohem Erkennungswert im Abspann (beispielsweise „Wer hat an der Uhr gedreht“ im Abspann der deutschen Fassung der Pink-Panther-Zeichentrickserie oder Vielen Dank für die Blumen im Abspann der deutschen Fassung der Tom-&-Jerry-Zeichentrickserie).
Eine Titelmusik kann aber auch für wiederkehrende Radiosendungen verwendet werden oder für andere Medien wie Computerspiele. So wird seit Jahrzehnten die Sendung Berichte von heute im NDR- und WDR-Radioprogramm von dem Titel Wade in the Water des Jazzmusikers Ramsey Lewis eingeleitet. Die NDR-Radiosendung Zwischen Hamburg und Haiti verwendete ebenfalls jahrelang den Titel Fiesta in Belo Horizonte des Komponisten Martin Böttcher aus dem Dokumentarfilm … zum Beispiel Brasilien. Die 1970 erstmals gesendete Tatort-Titelmusik von Klaus Doldinger eröffnet seit 50 Jahren nahezu unverändert den Krimiabend.
Der Gesang zur Titelmusik dient manchmal ebenfalls dazu, zu erklären, worum es in der Fernsehserie geht, beispielsweise ist dies bei den Vorspännen zu den Fernsehserien Drei Mädchen und drei Jungen, Flipper (1964–1967) und Chip und Chap der Fall, bei Raumschiff Enterprise wird zur Titelmusik ein erläuternder Text gesprochen. Oft dient der Gesang aber nur dazu einen Bezug zur Thematik herzustellen wie bei Eine schrecklich nette Familie (Love and Marriage), Malcolm mittendrin (You're not the boss of me now), Scrubs – Die Anfänger (I'm no superman) oder The Big Bang Theory (It all started with a big bang).
Bei Kinofilmen, die als Reihe oder Serie bezeichnet werden können, verwenden Komponisten oft Abwandlungen der Titelmusik des ersten Filmes, so zum Beispiel der Komponist Ron Goodwin für die Filme der Miss-Marple-Reihe. In den offiziellen James-Bond-Filmen werden fast alle Filme von einer Variation der Titelmusik des Komponisten Monty Norman, dem James Bond Theme, eingeleitet.